# 2020年7月中国大陆

## 7月1日
- 世界首座跨度超千米的公铁两用斜拉桥沪苏通长江公铁大桥投入使用，该大桥南起苏州市张家港市、北至南通市通州区，是沪苏通铁路的控制性工程[1][2]。
- 民航局发出第二份熔断指令，暂停埃及开罗至成都航班3U8392一周[3]。
- 农业农村部发布休渔令，范围为32°S~44°S、48°W~60°W的公海海域[4]。
- 腾讯起诉老干妈事件结果水落石出，贵阳市公安局双龙分局公布了初步调查结果，查明有三人非法冒充老干妈公司，伪造印章，与腾讯公司达成了协议。三人现均被拘留[5]。

## 7月2日
- 水利部宣布长江发生2020年第1号洪水，启动Ⅳ级应急响应[6]。
- 香港特别行政区行政长官办公室主任陈国基于下午宣晢就任维护国家安全委员会秘书长[7]。

## 7月3日
- 11时10分，太原卫星发射中心用长征四号乙运载火箭成功发射高分辨率多模综合成像卫星，这是中国首颗民用分辨率为亚米级同时有多种敏捷成像模式的光学遥感卫星[8]。
- 18时46分，武汉洪山雄楚大道某家居城附近有车辆鸣笛扰民，一名民警和一名辅警迅速到场处理。处警过程中，驾车男子突然加速将辅警撞至路边花坛，又下车袭击民警。民警依开枪将该男子左大腿击伤，并在增援民警配合下将其控制[9][10]。

## 7月5日
- 中华人民共和国国务院总理李克强签署国务院令第728号，公布《保障中小企业款项支付条例》自2020年9月1日起施行[11]。
- 大熊猫国家公园卧龙法庭川龙特别行政区揭牌成立，这是中国首个大熊猫国家公园法庭[12]。
- 湖北[13]，湖南[14]，浙江[15]，江苏[16]四省提升暴雨应急响应为三级，安徽省暴雨应急响应至二级[17]。
- 内蒙古自治区巴彦淖尔市乌拉特中旗温更镇1名牧民确诊为腺鼠疫病例[18]。当地在乌拉特中旗发布鼠疫疫情Ⅲ级预警[19]。
- 上午，陕西凤翔发生一起重大刑事案件，造成两死一伤[20]，7月8日12时，犯罪嫌疑人被成功抓获[21]。
- 杭州1名52岁女子离奇失踪，引发社会关注。[22]

## 7月6日
- 国务院批复安徽芜湖撤4区县，新设3区[23]。
- 湖北省监利县撤县设市[24]。
- 安徽省旌德县三溪镇的省级重点文物保护单位乐成桥被水冲坏，桥面损坏严重[25][26]。
- 江苏淮安生态文旅区发生一起重大暴力袭警案件，致2名警务人员身亡[27]，嫌犯已被捕未击毙[28]。
- 民航局发布通知，决定即日起，暂停孟加拉优速航空公司孟加拉国达卡至广州BS325航班运行1周。这是民航局发布的第三份“熔断指令”，也是对外国航空公司的首份“熔断指令”[29]。

## 7月7日
- 受疫情影响推迟一个月的2020年中國高考举行[30]。
  - 安徽歙县，原定于7日举行的高考语文、数学科目因暴雨和严重内涝延期[31][32]。两科目推迟至9日举行。启用副题进行考试[33]。
- 上午9时50分左右，位于安徽省黄山屯溪区的第八批全国重点文物保护单位镇海桥被洪水冲毁。[34]
- 中午12时左右，贵州安顺一辆载有学生的公交车撞坏道路护栏，冲进安顺市虹山水库，车内载有高考学生[35]。截至21时，事故已造成21人死亡[36]。
- 中国首架高速卫星互联网飞机青岛航空青岛航空QW9771航班完成首航[37]。
- 在法国巴黎召开的联合国教科文组织执行局第209次会议，中国推荐申报的湖南湘西、甘肃张掖地质公园正式获批联合国教科文组织“世界地质公园”称号[38][39]。

## 7月8日
- 国务院港澳事务办公室发表声明表示，依照《中华人民共和国香港特别行政区维护国家安全法》有关规定，中央人民政府驻香港制别行政区维护国家安全公署成立[40]。
- 10时39分，云南昆明市东川区发生4.2级地震[41]。
- 夜间，四川省广汉市一鞭炮厂突发爆炸，现场浓烟滚滚，传出多次爆炸声，一度腾起“蘑菇云”。事故造成6人受伤，其中2人重伤、4人轻伤，7月9日6时，事故现场明火已全部扑灭[42]。
- 下午，荊門市委常委、秘書長廖明國在當地老市委大院墜樓身亡[43][44]。
- 晚8时左右，江西省婺源县的清代古廊桥清华彩虹桥的桥面和廊房被洪水冲毁。该桥系一处全国重点文物保护单位[45]。

## 7月9日
- 20时11分，亚太6D通信卫星在西昌卫星发射中心由长征三号乙运载火箭成功发射，将面向亚太区域用户提供优质、高效、经济的全地域、全天候的卫星宽带通信服务[46]。
- 23时20分许，内蒙古赤峰市红山区桥北悦心老年公寓发生一起命案，造成3人死亡，4人受伤。81岁嫌疑人被公安机关当场抓获[47]。

## 7月10日
- 腾讯起诉老干妈事件落下帷幕，腾讯公司发表声明称和老干妈进行了深入沟通，双方已厘清误解。对于事件过程中的种种误会和欠妥之处，腾讯已向老干妈方面当面致歉[48]。
- 哔哩哔哩视频卫星在酒泉卫星发射中心搭乘快舟十一号运载火箭升空后，飞行出现异常情况，发射任务失利[49]。

## 7月11日
- 东莞虎门威远岛临近虎门大桥一带的海面上以及沙滩上惊现大量猪蹄[50][51]。

## 7月12日
- 零时，鄱阳湖水位达22.53米，突破有水文纪录以来的历史极值[52]。
- 河北唐山市古冶区发生5.1级地震[53]，唐山市应急管理局称此次地震属于1976年的余震[54]。
- 11时，水利部将水旱灾害防御Ⅲ级应急响应提升至Ⅱ级[55]。
- 10时10分左右，福建龙岩一新能源公司起火，造成2人失踪2人受伤[56]。

## 7月13日
- 中国首台10兆瓦海上风电机组日前在三峡集团福建福清兴化湾二期海上风电场成功并网发电。这是中国自主研发的单机容量亚太地区最大、全球第二大的海上风电机组[57]。
- 因疫情好转，内地所有城市居民到访澳门不再需要14天医学隔离[58]。
- 中华人民共和国外交部发言人华春莹表示：美方上述行径严重干涉中国内政，严重违反国际关系基本准则，严重损害中美关系，中方对此坚决反对、予以强烈谴责。针对美方错误行径，中方决定自即日起对美国“美国国会及行政当局中国委员会”以及美国务院国际宗教自由无任所大使萨姆·布朗巴克、聯邦參議員泰德·克鲁兹、馬可·魯比奧、联邦众议员克里斯·史密斯四人，以回应美国对新疆官员的制裁[59]。

## 7月14日
- 因對台灣出售武器，外交部宣布对洛克希德马丁公司實施制裁[60]。

## 7月15日
- 杭州互联网法院跨境贸易法庭正式成立，这是中国首个集中审理跨境数字贸易纠纷案件的人民法庭[61][62]。
- 国家统计局公布2020年全国夏粮数据。其中夏粮总产量14281万吨（2856亿斤），比2019年增加120.8万吨（24.2亿斤），增长0.9%。其中小麦产量13168万吨（2634亿斤）。中国夏粮生产再创新高，产量创历史新高[63][64]。
- 15时31分，东营港经济开发区坤德停车场内一辆装载轻质油车辆起火燃烧，引发周边部分车辆着火。事故造成8人烧伤[65]。
- 世界上首条主要输送风光新能源的青豫特高压直流工程开始输电[66]。

## 7月16日
- 中老铁路班纳汉湄公河特大桥完成架梁施工，这也代表中老铁路两座跨湄公河特大桥架粱施工任务全部完成[67]。
- 因前一天下大雨，四川达州宣汉县东乡镇一学校操场出现坍塌[68]。
- 受新冠疫情影响，乌鲁木齐地铁1号线于22时起停运[69]。
- 由青岛海洋科学与技术试点国家实验室组织实施的“海燕-X”水下滑翔机万米深渊观测科学考察团队顺利返航，此次最大滑翔下潜观测深度达到10619米，再度破潜深世界纪录[70]。

## 7月17日
- 长江2020年第2号洪水在上游形成[71]。
- 江苏省海门市撤市，设立海门区[72]。

## 7月18日
- 江西省鄱阳县中洲圩溃口合龙[73]。
- 淮河发生2020年第1号洪水[74]。

## 7月21日
- 黄河出现2020年第2号洪水[75]。
- 李干杰当选为为山东省人民政府省长[76]。
- 龚正当选上海市市长[77]。
- 自2021年起，每年1月10日设立为“中国人民警察节”[78]。

## 7月22日
- 国家广播电视总局公布，中国地面数字电视覆盖网络全面建成。至2020年底，无线模拟电视将退出历史舞台，中国全面进入数字电视时代[79]。
- 中国国家主席习近平同沙特阿拉伯国王萨勒曼·本·阿卜杜勒-阿齐兹·阿勒沙特互致贺电庆祝两国建交30周年[80]。

## 7月23日
- 4时7分，西藏那曲市尼玛县发生6.6级地震[81]。
- 12时41分，中国首个火星探测器由长征五号运载火箭在中国文昌航天发射场成功发射，标志着天问一号任务正式实施[82]。
- 因新冠疫情，辽宁大连市进入战时状态[83]。

## 7月24日
- 中华全国妇女联合会授予云南省丽江市华坪女子高级中学党支部书记、校长，华坪县儿童福利院院长张桂梅“全国三八红旗手”标兵称号。
- 上午，因美国政府7月21日要求关闭中国驻休斯敦总领事馆，中华人民共和国外交部通知美国驻华大使馆，中方决定撤销对美国驻成都总领事馆的设立和运行许可，并对该总领事馆停止一切业务和活动提出具体要求[84]。
- 4时34分，南宁火车站，一名男子将一名女童从候车室二层平台抛落至一楼大厅，受伤女童无生命危险[85]。

## 7月25日
- 上午，杭州女子失踪事件新闻通气会召开，确定该女子丈夫将其杀害分尸[86]。
- 第23届上海国际电影节拉开帷幕[87]。

## 7月26日
- 中国大型水陆两栖飞机“鲲龙”AG600水陆两栖飞机在山东青岛团岛附近海域成功实现海上首飞。这是AG600飞机继2017年陆上首飞、2018年水上首飞之后的第三次首飞[88]。
- 微信停止服务印度用户[89]。
- 世界海拔最高的电网工程西藏阿里与藏中电网联网工程全线贯通。工程投运后，将彻底解决阿里地区电网孤网运行和阿里地区长期缺电的问题[90]。

## 7月27日
- 中国人民政治协商会议全国委员会民族和宗教委员会在京召开宗教界主题协商座谈会，全国政协主席汪洋出席会议并强调，宗教人才培养是项基础性工作[91]。

## 7月28日
- 7时许，中国第十九批赴黎巴嫩维和部队第一梯队205名官兵经过14天的医学隔离观察后，在云南昆明长水国际机场启程出征[92]。
- 李思侠案（「陝西女工程师帮村民举报污染被判刑」案）二審宣判，批評陝西石泉縣一審“认定事实不清，证据不足，且在案件审理中违反诉讼程序”，发回重审。[93]
- 香港特区政府公布，香港特区政府暂停履行香港与加拿大、澳大利亚、英国刑事司法协助协定[94]。
- 中华人民共和国主席习近平在亚洲基础设施投资银行第五届理事会年会视频会议开幕式上致辞[95]。

## 7月29日
- 上午10：45，武汉协和医院发生一起坠楼事件。坠楼女护士经抢救无效去世[96]。
- 由中国中车株洲电力机车有限公司与国家能源集团联合研制的神24电力机车在湖南株洲下线。该电力机车以单机功率28800千瓦、牵引力2280千牛刷新轨道交通装备的世界纪录，成为全球最大功率电力机车[97][98]。
- 中央军委晋升中国人民解放军上将军衔仪式在北京八一大楼举行，中共中央军委主席习近平向晋升上将军衔的火箭军政治委员徐忠波颁发命令状[99]。

## 7月30日
- 中国共产党中央政治局召开会议，中共中央总书记习近平主持，决定2020年10月在北京召开第十九届五中全会[100]。
- 中共中央决定：工业和信息化部部长苗圩、文化和旅游部部长雒树刚年满65岁，不再担任现职。国家市场监督管理总局局长肖亚庆任工信部党组书记，提名部长人选。陕西省委书记胡和平任文旅部党组书记，提名部长人选。陕西省省长刘国中升任省委书记，河北省委副书记赵一德任陕西省委副书记、提名省长人选。全总党组副书记张工任国家市场监督管理总局党组书记、局长。安徽省委副书记信长星任青海省委副书记，提名省长人选。
- 杭州垃圾厂污水接入自来水事件，西湖區政府所屬國有獨資厨余廠污水接入湖埠村飲用水道，村民普遍患病。7月30日官方通報[101]。
- 中國商飛ARJ21飞机103架机在全球海拔最高民用机场稻城亚丁机场（海拔4411米）完成最大起降高度扩展试验试飞[102]，这标志着其运行范围可覆盖所有高高原机场[103]。

## 7月31日
- 中共中央总书记习近平、国务院总理李克强、国务院副总理韩正等出席北斗三号全球卫星导航系统建成暨开通仪式，宣布该系统正式开通[104]。
- 在中国人民解放军建军93周年之际，中共中央宣传部、中央军事委员会政治工作部联合发布13位“最美新时代革命军人”：马和帕丽、毛青、何龙、陈静、姚凯、仲月雪、沙子呷、淳静、张俊凯、黄文杰、董高、张晓、布啥[105][106]。
- 2020年第十八届中国国际数码互动娱乐展览会（ChinaJoy）在上海新国际博览中心举行[107][108]。
- 长江干流控制站水位已全部退至保证水位以下，长江水利委员会于12时调整长江水旱灾害防御应急响应至Ⅲ级[109][110]。